# Alfred Böning
Alfred Böning est un ingénieur et designer automobile allemand, né en 1907 et mort en 1984.

## Biographie
Au début des années 1930, il est l'un des concepteurs au niveau de la mécanique sur les motos BMW. Il a notamment travaillé sur la R 5, la R 12 et la R 75. Par la suite, il travaille également sur les automobiles BMW et participera à l'élaboration de la BMW 328, qui remportera notamment les Mille Miglia 1940. Après la guerre, il est chargé de mettre au point la BMW 501,.